# 沙奈 (涅夫勒省)
沙奈（法語：Chasnay，法語發音：[ʃanɛ]）是法国涅夫勒省的一个市镇，属于卢瓦尔河畔科讷库尔区。

## 地理
沙奈（47°14'44"N, 3°11'2"E）面积11.76 平方千米，位于法国勃艮第-弗朗什-孔泰大區涅夫勒省，该省份为法国中部省份，北至约讷省，西北接卢瓦雷省，西接谢尔省，南至阿列省，东南接索恩-卢瓦尔省，东临科多尔省。
与沙奈接壤的市镇（或旧市镇、城区）包括：纳奈、阿尔布尔斯、涅夫勒河畔拉塞勒、米尔兰、纳尔西。

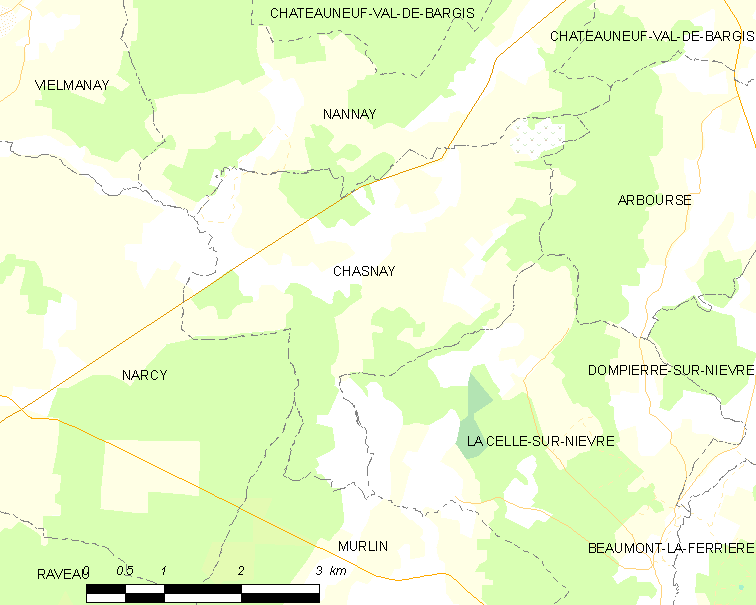
的OSM定位图

沙奈的时区为UTC+01:00、UTC+02:00（夏令时）。

## 行政
沙奈的邮政编码为58350，INSEE市镇编码为58061。

## 政治
沙奈所属的省级选区为卢瓦尔河畔拉沙里泰县。

## 人口

1962-2008年间人口变化图示

沙奈于2022年1月1日时的人口数量为128人。